# Морин, Фёдор Васильевич
Фёдор Васильевич Морин (1917—1941) — лейтенант пограничных войск НКВД СССР, участник Великой Отечественной войны, Герой Советского Союза (1965).

## Биография
Фёдор Морин родился 23 декабря 1917 года в селе Васьянское (ныне — Сонковский район Тверской области). После окончания десяти классов школы работал на Кировском заводе в Ленинграде. В 1938 году Морин был призван на службу в пограничные войска НКВД СССР. В 1940 году он окончил Орджоникидзевское пограничное училище.
Начало Великой Отечественной войны лейтенант Фёдор Морин встретил начальником 17-й погранзаставы 91-го Рава-Русского погранотряда Украинского погранокруга. 22 июня 1941 года застава Морина приняла на себя первый удар вражеских войск. Пограничники заставы во главе с Мориным отразили пять немецких контратак, но и сами погибли в полном составе.
Указом Президиума Верховного Совета СССР от 8 мая 1965 года за «мужество и героизм, проявленные в боях с немецко-фашистскими захватчиками» лейтенант Фёдор Морин посмертно был удостоен высокого звания Героя Советского Союза. Также посмертно был награждён орденом Ленина.
В честь Морина были названы погранзастава Карпатского пограничного отряда КГБ СССР, школа-интернат в Раве-Русской, улица в селе Шабельня Львовской области Украины, школа на его родине.